# Massa (rivier)
De Massa is een 11 kilometer lange rivier in het kanton Wallis in Zwitserland. 
Het stroomgebied van de Massa heeft een oppervlakte van 202,63 km² en komt overeen met het gebied van de Aletschgletsjer, de voedende gletsjers en de vallei van de Massa zelf. De Massa vormt zich als smeltwater aan de tong van de Aletschgletsjer en vormt van daar en voor de hele loop van de rivier de oostelijke gemeentegrens van de gemeente Naters, op dat punt op 1.632 m boven zeeniveau met de gemeente Riederalp. Na 11 kilometer waarbij middels de stuwdam en de Stausee Gibidum uit waterkracht elektriciteit wordt opgewekt door de Massa en de Massa aansluitend door een 6,5 km lange diepe kloof, de Massaschlucht stroomt, mondt de Massa uit in de Rhône tussen Bitsch en Naters op een hoogte van 695 m boven zeeniveau. Het verhang van de rivier is derhalve 85 m/km. Het debiet is extreem volatiel. In 1933 stroomde als historisch minimum slechts 130 liter per seconde door de rivierbedding bij Blatten bei Naters, zes kilometer van de monding, In 1939 was het historisch maximum 128 m³/s of 128.000 liter per seconde. Het gemiddelde over een langere periode, berekent tussen 1956 en 2016 bedraagt 13,4 m³/s.
De rivier vormt in stroomafwaartse volgorde de grens tussen de gemeenten Naters en Riederalp en vanaf het stuwmeer van Gibidum tussen de gemeenten Naters en Bitsch tot de monding in de Rhône. De dorpen op de alp boven Naters zoals Blatten bei Naters, Tschuggen en Belalp liggen ten westen van de bedding van de Massa en de Massaschlucht.